# Battaglia di Hoover's Gap
La battaglia di Hoover's Gap è stato lo scontro di maggior rilievo combattuto durante la guerra di secessione americana, nell'ambito della campagna di Tullahoma.

## Contesto
A seguito della battaglia di Stones River il generale William Starke Rosecrans – comandante dell'Armata del Cumberland – decise di rimanere a Murfreesboro per oltre cinque mesi. Dal canto suo, il generale Braxton Bragg, comandante dell'Armata Confederata del Tennessee, costruì una linea fortificata lungo il corso del Duck River, da Shelbyville fino a Wartrace.
I superiori di Rosecrans, preoccupati che Bragg potesse inviare i suoi uomini contro le forze nordiste che stavano assediando Vicksburg, gli ordinarono attaccare le posizioni confederate.

## La battaglia
Il 23 giugno 1863 Rosecrans lanciò un'offensiva contro le forze sudiste a Hoover's Gap.
Dopo due giorni di battaglia i nordisti costrinsero il nemico a ritirarsi. Raggiunta Tullahoma, Rosecrans fece distruggere la linea ferroviaria.

## Conseguenze
Dopo aver evacuato le sue forze dal Tennessee, Bragg si ritirò anche da Chattanooga.
Rosecrans non ebbe dunque alcuna difficoltà ad occupare la città, l'8 settembre 1863.